# دلیم
دُلَیم قبیله‌ای از اعراب است که بیش از سه میلیون نفر جمعیت دارد. پیشینهٔ این قبیله به دوران عربستان پیش از اسلام بازمی‌گردد و اعضای آن امروزه در عراق و کشورهای همسایه از جمله سوریه، کویت و اردن ساکن هستند.
نام این قبیله به‌صورت‌های دلیمی، دلَیم و دلامی نیز نوشته می‌شود. اعضای این قبیله معمولاً با نام خانوادگی طایفهٔ خود یا با لقب «الدلیمی» شناخته می‌شوند. رهبری موروثی قبیلهٔ دلیم در طول تاریخ میان خاندان‌های گوناگون منتقل شده و آخرین امیر شناخته‌شدهٔ این قبیله «عبدالرزاق علی سلیمان» از طایفهٔ «آلبو عساف» بود.

## منطقهٔ دلیم
قبیلهٔ بزرگ دلیم از بیش از ۱۰۰۰ طایفه تشکیل شده و بیشتر اعضای آن در عراق و سوریه سکونت دارند. بیشتر این قبیله سنی مذهب‌اند و بخش بزرگی از جمعیت اهل سنت در شمال‌غرب عراق را تشکیل می‌دهند. شاخه‌ای از دلیمی‌ها شیعه هستند و در شهرهایی چون نجف، کربلا، بصره، بابل و بغداد زندگی می‌کنند. این شاخه‌ها عمدتاً از طایفه‌های المحامده، آل‌بو علوان، آل‌بو سلطان و آل‌فتله هستند.
دلیمی‌های شیعه تنها از اواخر قرن هجدهم به مذهب شیعه گرویدند. با این حال، بخش «دغاره» از دلیم تنها در نیمهٔ دوم قرن نوزدهم شیعه شدند.
منطقهٔ اصلی سکونت این قبیله استان انبار در غرب عراق است. سایر دلیمی‌ها در نواحی میان تیسفون (با نام امروزی سلمان پاک) تا بابل در جنوب، و غرب تا رمادی در انبار، و شمال تا التاجی، سامرا و موصل پراکنده‌اند.
حضور گسترده‌ای از دلیمی‌ها نیز در بغداد وجود دارد، به‌ویژه در بخش غربی پایتخت مانند مناطق عامریه، اعظمیه، دوره و السیدیه، همچنین در نواحی پیرامونی بغداد از جنوب، غرب و شمال؛ یعنی ناحیه‌ای که میان بغداد و حله قرار دارد.
مسلمانان سنی در عراق عمدتاً از قبایل دلیم، آل‌جبور، آل‌جنابی، آل‌عزه، شمر و آل‌عبید هستند.

## خاستگاه
قبیلهٔ دلیم بزرگ‌ترین قبیله‌های عرب سنی در عراق است که در امتداد رود فرات از نواحی پایین‌تر از حله و جنوب بغداد تا فلوجه، رمادی، قائم، سامرا و موصل سکونت دارند. برخی پژوهشگران بر این باورند که آنان از نخستین قبایلی بودند که در فتوحات عربی قرن هفتم میلادی شرکت داشتند.
مورخ عراقی، محمد بن حمد البسام التمیمی (۱۸۳۱)، ذکر می‌کند که قبیلهٔ دلیم به چهار گروه تقسیم می‌شود: «آل‌بو ریدینی»، «آل‌بو فهد»، «آل‌بو علوان» و «المحامده».
خاورشناس آلمانی ماکس فان اوفنهایم دربارهٔ قبیلهٔ دلیم می‌نویسد:

قبیلهٔ دلیم نیرومندترین قبیله در میان سه قبیلهٔ زُبید است و حتی در جنوب منطقه جزیره قدرتمندترین قبیله به‌شمار می‌رود. یک‌چهارم اعضای این قبیله زندگی کوچ‌نشینی دارند و بقیه بادیه‌نشین‌های ساکن یا کشاورز هستند. مرکز اصلی این قبیله شهر رمادی در کنار رود فرات است.
دلیم در اصل از چهار طایفه تشکیل می‌شد: «آل‌بو علوان»، «آل‌بو فهد»، «آل‌بو ریدینی» و «المحامده». سپس طایفه‌های «آلبو عیسی» و «الجمیلات» که در جنوب فلوجه بودند به آن پیوستند؛ این تنها تغییر قابل توجه در ترکیب قبیله بوده است. نکتهٔ قابل توجه اینکه تعداد اعضای طایفهٔ «آل‌بو ریدینی» از آن زمان به‌طرز چشمگیری افزایش یافته، به‌گونه‌ای که از مرز یک طایفه فراتر رفته است.

آل‌بو ذیاب، حردان علاط و مطلق الشاوس نفوذ و اقتدار خود را بر کرانهٔ چپ رودخانه اعمال می‌کردند و علی بن سلیمان البکر از طایفهٔ آل‌بو عساف بر دلیم‌های ساکن در کرانهٔ راست رودخانه حکم می‌راند – و هر سه نفر از طایفهٔ آل‌بو ریدینی بودند.
بادیه‌نشینان دلیم در هر دو سوی رود فرات، میان هیت و فلوجه زندگی می‌کنند. فراتر از این ناحیه نیز محصولات کشاورزی خود را در بازارهای هیت، بغداد و شهرهای بلاد شام به فروش می‌رسانند. بادیه‌نشینان کوچ‌رو دلیم اغلب دامدار هستند و در گسترهٔ وسیعی که پس از کوچ قبیلهٔ آل عبید از جزیره (بین‌النهرین) در حدود سال ۱۸۱۵ میلادی خالی شد، ساکن‌اند. این منطقه از عانه آغاز می‌شود، از خط سامرا–فلوجه به سمت شرق فراتر می‌رود و در شمال تا مناطق شهری امتداد می‌یابد. در فصل بهار، کوچ‌نشینان دلیمی در بیابان سوریه اردو می‌زنند. میان دلیم و قبیلهٔ شمر که در بهار از منطقهٔ جزیره عبور می‌کنند، خصومت وجود دارد، اما از سوی دیگر، دلیم با طایفهٔ العمارت از قبیلهٔ عنزه که حق چرا در این مناطق دارند، متحد هستند.
شیخ علی بن سلیمان البکر از برجسته‌ترین شیوخ دلیم بود که رهبری قبیله را از پیش از جنگ جهانی اول در دست داشت. بر خلاف پدرش، او تلاش می‌کرد با هر قدرتی از درِ چالش درنیاید. در مقابل، شیخ حردان علاط در برابر انگلیسی‌ها دست به شورش زد. در همین حال، نرگس بن الکاوود، شیخ آل‌بو نمر، تا پایان جنگ به ترکان عثمانی وفادار ماند، هرچند پیش‌تر از دشمنان اصلی آن‌ها به‌شمار می‌رفت.

## تاریخچه
قبیلهٔ دلیم در اصل بادیه‌نشینانی بودند که میان رمادی و قائم زندگی می‌کردند، اما از اواخر قرن پانزدهم میلادی طایفه‌های دلیم به‌تدریج به سمت شرق مهاجرت کردند و تا فلوجه و جنوب بغداد پیش رفتند. «امارت دلیم» در عمل نوعی حکومت خودمختار قبیله‌ای به‌حساب می‌آمد. قبیلهٔ دلیم در سدهٔ هجدهم شکوفا شد و همچنان به مهاجرت و سکونت در مناطق کشاورزی و دامداری در کناره‌های دجله و فرات ادامه دادند، بر این مناطق تسلط یافتند و دیگر قبایل منطقه را نیز زیر فرمان خود درآوردند.
در آغاز قرن هجدهم، دلیمی‌ها در سرکوب مخالفان امپراتوری عثمانی از جمله برخی قبایل و فارسی‌زبانان نقش ایفا کردند.
زمانی که این قبیله برای حدود یک‌ونیم قرن از پرداخت مالیات به دولت عثمانی خودداری کرد، سلسله‌ای از درگیری‌ها میان آن‌ها و نیروهای عثمانی رخ داد که مهم‌ترین آن‌ها در سال‌های ۱۷۹۰، ۱۸۲۴ و ۱۸۹۰ میلادی روی داد.
در جریان و پس از جنگ جهانی اول، بیشتر طایفه‌های دلیم به‌عنوان نیروهایی مسلح شناخته می‌شدند. نزدیکی آن‌ها به بیابان باعث می‌شد به‌راحتی به اسلحه و مهمات دسترسی داشته باشند. این قبیله همچنین به‌دلیل مهارت در یورش‌های رزمی چه علیه دیگر قبایل و چه در برابر نیروهای عثمانی، شهرت داشتند. هر سال که مأموران عثمانی برای ارزیابی محصول قبیله‌های دلیم می‌آمدند، درگیری‌هایی میان آن‌ها روی می‌داد که در مواردی قبایل دلیم پیروز میدان بودند.
در جریان جنگ جهانی اول، ارتش عثمانی شهر رمادی و بخش بزرگی از منطقهٔ قبیلهٔ دلیم را اشغال کرد. در ابتدا دلیمی‌ها به عثمانی‌ها در عملیاتشان علیه انگلیسی‌ها کمک کردند. اما پس از آنکه بریتانیا در سپتامبر ۱۹۱۷ عثمانی‌ها را از مناطق قبیلهٔ دلیم بیرون راند، شیخ علی سلیمان با آن‌ها اعلام «تسلیم» کرد. با این حال، بسیاری از طایفه‌های دلیم که مناطقشان همچنان در تصرف عثمانی‌ها بود، تا زمان آزادسازی این مناطق، به حمایت از عثمانی ادامه دادند.
پس از جنگ جهانی اول، بیشتر طایفه‌های دلیم راه خود را در پیش گرفتند و علیه نیروهای بریتانیایی جنگیدند؛ به‌ویژه طایفه‌های آل‌بو نمر، آل‌بو قرطان، آل‌بو علوان و آل‌بو محل که همراه با قبیلهٔ زُبَع در قیام‌ها شرکت داشتند. طایفه‌های آل‌بو نمر، آل‌بو محل، آل‌بو عبید، آل‌بو ریشه و المحامده نیز همراه با قبایل جغیفه و عقیدات در قیام ۱۹۲۰ عراق علیه بریتانیا مشارکت داشتند.

### جمهوری عراق
قبیلهٔ دلیم در بنیان‌گذاری دولت نوین عراق نقش بزرگی ایفا کرد. آن‌ها به تثبیت وضعیت سیاسی و اقتصادی، و شکل‌گیری نهادهای نوین حکومتی همچون ارتش و پلیس و سایر خدمات کمک کردند، به‌ویژه در دوران پادشاهی عراق و سپس در زمان ریاست‌جمهوری عبدالسلام عارف.
در دوران حکومت صدام حسین، دلیمی‌ها بین ۲۰ تا ۳۰ درصد از بدنهٔ ارتش عراق را تشکیل می‌دادند.

### قبیلهٔ دلیم و جنگ عراق
دلیم بزرگ‌ترین قبیلهٔ استان انبار است و هستهٔ اصلی شورش علیه نیروهای آمریکایی در عراق را تشکیل داد.
حوادث جنگ، بمباران فلوجه و هدف قرار گرفتن اهل سنت در بغداد و بصره و عوامل دیگر، باعث شد طایفه‌های سنی دلیمی علیه دولت عراق و نیروهای ایالات متحده سلاح به‌دست گیرند.

### قیام مسلحانه ۲۰۱۳–۲۰۱۴

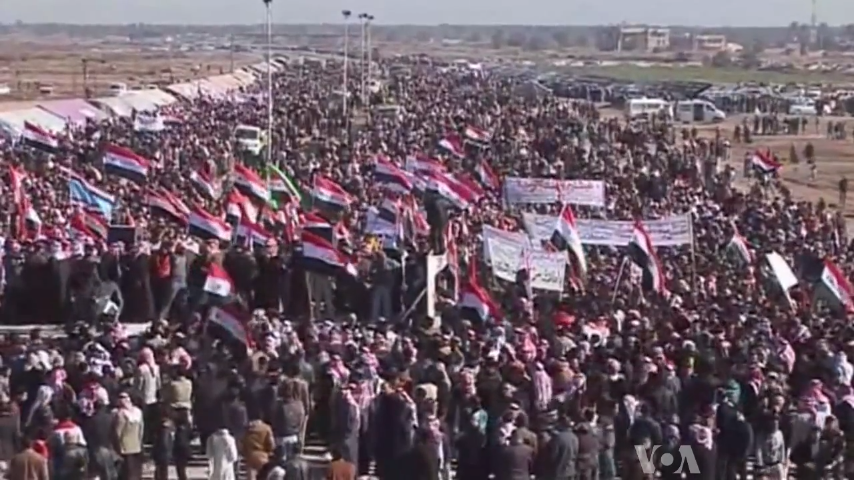
تظاهرکنندگان مخالف دولت مالکی در میدان کرامت در رمادی (منطقهٔ آل‌بو فرّاج)

دلیمی‌ها از ۲۱ دسامبر ۲۰۱۲ تا ۲۹ دسامبر ۲۰۱۳ به مدت یک سال در راه‌پیمایی‌ها و تظاهرات ضد دولتی شرکت داشتند. برخورد نوری مالکی با این اعتراضات، باعث شد قبیلهٔ دلیم قیام کند.
پس از خروج نیروهای آمریکایی، میان نیروهای دولتی شیعه عراق و اهل سنت در استان انبار درگیری‌هایی رخ داد. صدها هزار نفر از اهل سنت، از جمله اعضای قبیلهٔ دلیم، در شهرهای فلوجه و رمادی و در میدان «کرامت و شرافت» (در منطقهٔ آل‌بو فراج) به‌طور هفتگی تظاهرات برگزار کردند و خواستار آزادی بازداشت‌شدگان سنی و خروج ارتش از شهرهای انبار شدند.
در دسامبر ۲۰۱۳، دولت با بازداشت نمایندهٔ سنی احمد العلوانی واکنش نشان داد و برخی از بستگان او از قبیلهٔ دلیم (از طایفهٔ آل‌بو علوان) را به قتل رساند. اندکی پس از این رخداد، بسیاری از دلیمی‌ها بار دیگر به شورش مسلحانه روی آوردند.

## عشایر دلیم
- البو عساف
- ألبوخلیفه
- ألبو مرعی
- ألبوهزیم
- ألبوجابر
- ألبوجلیب
- المحامدة
- ألبو نمر
- الفلاحات
- البوعلوان
- البوعزام
- الملاحمة
- البوفهد
- البو ردینی
- ألبوغنام
- ألبوریشه
- القراغول
- ألبوعصوه
- البوربیع
- الموالی
- الجریسات
- البوسودة
- البو عیسی
- البوشجل
- البوبالی
- البوعبید
- البوذیاب
- ألبوجاووش
- ألبوعیثه
- ألبومحل
- البومراد
- البوزیدان
- البوعامر
- البوخالد
- المعاضید
- آلفتله
- البوحیان
- الجغایثة
- البومروان
- البوصالح
- البوجاسم
- البوعلی الجاسم
- اللهیب
- الجمیلة
- الحلابسة
- البوغانم
- البوشهاب
- البوفراج
- البومفرج
- السلمان
- الکرابلة
- الغریر
- ألبو صکر
- الجواعنه
- البو حردان وغیرهم
- الرواشد الاهواز
- ال حنتوش الاهواز
- الرشید الاهواز
- العقاب الاهواز

1. ↑  سیف الراوی / قبایل عراق (به عربی) / صفحه ۵۴ / براساس آمار دولتی در سال ۲۰۰۲
2. ↑  حمد الجاسر، "هزان"، مجموعه انساب خانواده‌های مستقر در عراق، بخش دوم، صفحه ۸۸۹ (به عربی)
3. 1 2 3 4 5  عباس العزاوی قبایل عراق (به عربی) صفحات ۱۴ تا ۲۵
4. 1 2  Nakash, Yitzhak (16 February 2003). [The) Shi'is of Iraq. Princeton University Press. p. 27. ISBN 0-691-11575-3. {{cite book}}: Check |url= value (help)
5. ↑  Iraq, 1900 to 1950، نوشتهٔ استیفن لانگریگ (آکسفورد، ۱۹۵۳)، صفحهٔ ۲۵
6. ↑  محمد بن حمد البسام، ط. ۱۸۳۱، کتاب «درر الحوادث فی أخبار العرب»، ص. ۷۲
7. ↑  کتاب Bedouins، بخش اول: میان‌رودان، سوریه، شمال عراق، دلیم، نوشتهٔ مکس اوپنهایم
8. ↑  U.M. Al-Juhany, Najd before the Salafi Reform Movement، انتشارات Ithaca Press، سال ۲۰۰۲
9. ↑  چارلز داوتی، سفرها در عربستان بایر (Travels in Arabia Deserta)
10. ↑  Ingham, B. "ʿUtūb." Encyclopaedia of Islam. Edited by: P. Bearman, Th. Bianquis, C.E. Bosworth, E. van Donzel and W.P. Heinrichs. Brill, 2008.
11. ↑  [(http://www.ibtimmmes.com/iraq-crisis-reports-clashes-near-baghdad-map-1602456) دلیم، قبیله‌ای در عراق][پیوند مرده]
12. ↑  ["Iraq) MP Ahmed al-Alwani arrested in deadly Ramadi raid". BBC News. 28 December 2013. Retrieved 30 July 2015. {{cite news}}: Check |url= value (help)
13. ↑  Koplowitz, Howard (16 June 2014). [(https://www.ibtimes.com/iraq-crisis-update-isis-seizes-tal-afar-amid-conflicting-reports-clashes-near-baghdad-map-1602456) "Iraq Crisis Update: ISIS Seizes Tal Afar Amid Conflicting Reports Of Clashes Near Baghdad [MAP]"]. International Business Times. {{cite news}}: Check |url= value (help)